# Ataenius beattyi
Ataenius beattyi är en skalbaggsart som beskrevs av Chapin 1940. Ataenius beattyi ingår i släktet Ataenius och familjen Aphodiidae. Inga underarter finns listade.